# Cá mắt trống
Cá mắt trống (Danh pháp khoa học: Rhynchohyalus natalensis) là một loài cá có bốn mắt. Cấu tạo này có tầm nhìn 360 độ và dễ dàng quan sát hay phát hiện nhiều cá thể khác. Cá mắt trống được phát hiện lần đầu tiên vào năm 1924.

## Đặc điểm
Cá mắt trống thường sống ở độ sâu 800-1.000 m so với mực nước biển, được tìm thấy ở vùng biển phía đông Đại Tây Dương, gần Cape Town, Nam Phi, tây Thái Bình Dương, giữa Australia và New Zealand
Một con cá có thể phát triển chiều dài đến 18 cm. Khác với cấu tạo mắt của hầu hết các loài cá, cá mắt trống có đến 4 mắt. Hai mắt chính có hình trụ và hướng lên trên. Cặp mắt phụ nhỏ màu bạc, nằm ở hai bên đầu, hình bầu dục, hướng xuống phía dưới. Mắt giúp cá quan sát cả bên dưới, bên trên và hai bên cùng một lúc. Tầm nhìn 360 độ giúp cá phát hiện con mồi, kẻ thù và cả đối tượng tiềm năng. Trong môi trường tối dưới lòng biển sâu, hai đôi mắt này sẽ giúp cá nhìn được ánh sáng phát quang sinh học.